# Halenia plantaginea
Halenia plantaginea är en gentianaväxtart som beskrevs av August Heinrich Rudolf Grisebach. Halenia plantaginea ingår i släktet Halenia och familjen gentianaväxter. Inga underarter finns listade i Catalogue of Life.